# Dekajsne
Dekajsne (lat. Decaisnea), rod uresnog grmlja iz porodice Lardizabalaceae. Postoje dvije vrste u području Himalaja, Kine, Mjanmara i Nepala
Plodovi vrsta Decaisnea izgledaju poput plavih kobasica, dužine su do 10 cm.

## Vrste
1. Decaisnea fargesii Franch.
2. Decaisnea insignis (Griff.) Hook.f. & Thomson